# Facundo Espinosa
Facundo Espinoza (Buenos Aires, 28 aprile 1980) è un attore argentino.
È conosciuto per le sue recitazione nelle telonovelas Campeones de la vida, Son amores, Los Roldán e Son de Fierro e per essere il protagonista del film Sudor frío.

## Biografia
È nato nel barrio porteño de Liniers e ha studiato nella scuola N°1 "De la Independencia de Argentina" (dove è stato compagno di Nicolás Cabré) e nella scuola di commercio N°32 "José León Suárez". 

## Carriera

### Cinema e televisione
Comincia la carriera in televisione a 9 anni nella serie Clave de Sol e ha il suo primo ruolo stabile a 10 anni interpretando Federico nella telenovela El árbol azul.
Nel 1995 è parte del cast de Amigovios in onda su Canal 13, come fratello maggiore di Guille (Leandro López). Nel 1996 fa parte del cast Mi familia es un dibujo, serie televisiva in onda su Telefe. 
Senza dubbio ottiene più successo nel 1999 quando partecipa per 2 stagioni alla telenovela Campeones de la vida di Pol-ka Producciones nel ruolo di Federico, il figlio dipendente da droghe di Clarita (Soledad Silveyra).
Nel 2001 partecipa alla telenovela El sodero de mi vida, come il primo fidanzato di Romina Muzzopappa (Dolores Fonzi).
Per 2 stagioni recita nella telenovela Son amores di Pol-ka Producciones interpretando a Coco, il fidanzato di Valeria Marquesi (Florencia Bertotti). Inoltre compone la canzone Yo se che viene cantata da Martin Marquesi uno dei personaggi principali del cast. 
Nel 2004 viene chiamato da Marcelo Tinelli per far parte del cast della serie Los Roldán interpretando Leo Roldân.
Nel 2006 è il co-protagonista di due episodi della serie Mujeres asesinas.
Nel 2007 sempre per Pol-ka Producciones recita nella serie Son de Fierro nel ruolo di Amadeo.
Nel 2017-2018 è parte del cast della serie Golpe al corazón nel ruolo di Leandro un anestesista.

## Cinema
- Dibu: la película (1997)
- NS/NC (2002)
- I diari della motocicletta (Diarios de motocicleta) (2004)
- Esperando la carroza 2 (2009)
- Sudor frío (2011)
- Condenados (2013)
- 8 Tiros (2016)

## Televisione
- Clave de Sol (1990)
- El árbol azul (1991–1992)
- Flavia, corazón de tiza (1992)
- Los Libonatti (1992)
- Zona de riesgo (1992)
- Grande, pa!!! (1992–1993)
- El club de los baby sitters (1993)
- Amigos son los amigos (1993)
- Diosas y reinas (1993)
- La flaca escopeta (1994)
- Peor es nada (1994)
- Marco, el candidato (1994)
- Son de diez (1994)
- Amigovios (1995)
- La nena (1995)
- Mi familia es un dibujo (1996–1997)
- Verano del '98 (1998)
- Campeones de la vida (1999–2000)
- El sodero de mi vida (2001)
- Son amores (2002–2004)
- Los Roldán (2004–2005)
- Gladiadores de Pompeya (2006)
- Mujeres asesinas (2006)
- Al límite (2006)
- Son de Fierro (2007–2008)
- Los cuentos de Fontanarrosa (2007)
- Valientes (2009)
- Ciega a citas (2009)
- Dromo (2009)
- Vindica (2011)
- Decisiones de vida (2011)
- Maltratadas (2011)
- Bienvenido Brian (2013)
- Santos & Pecadores (2014)
- Los ricos no piden permiso (2016)
- Golpe al corazón (2017)